# St. Ulrich (Gundelsheim)

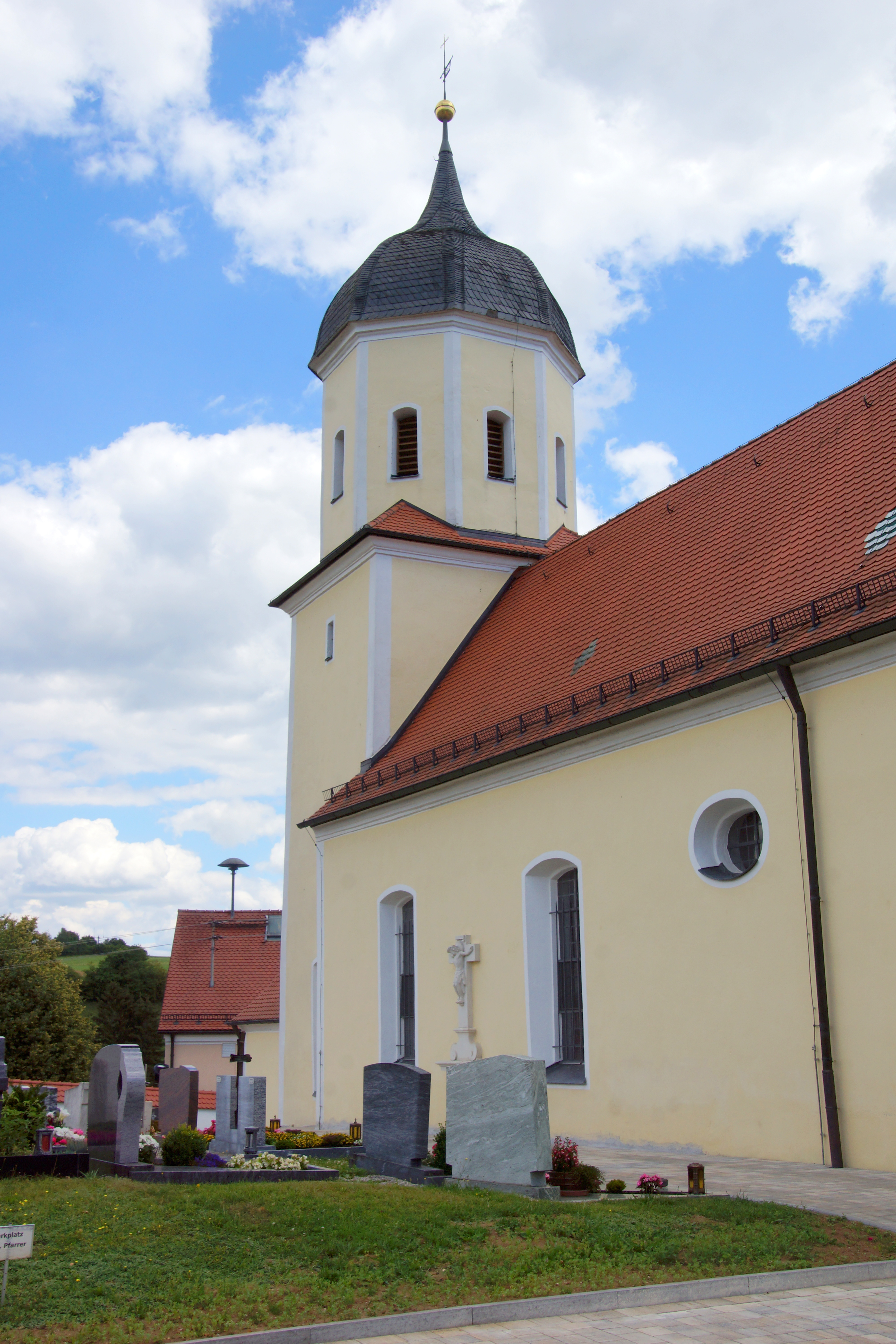
St. Ulrich (Gundelsheim), aufgenommen 2020

Die römisch-katholische denkmalgeschützte Kirche St. Ulrich steht in Gundelsheim, einem Gemeindeteil der bayerischen Stadt Treuchtlingen im mittelfränkischen Landkreis Weißenburg-Gunzenhausen. Das Bauwerk ist unter der Denkmalnummer D-5-77-173-92 als Baudenkmal in der Bayerischen Denkmalliste eingetragen. Die mittelalterlichen und frühneuzeitlichen untertägigen Bestandteile der Kirche sind zusätzlich als Bodendenkmal (Nummer: D-5-7031-0297) eingetragen. Das Kirchenpatrozinium ist der hl. Ulrich von Augsburg. Die Pfarrei gehört zum Pfarrverband Jura Nordschwaben im Dekanat Weißenburg-Wemding des Bistums Eichstätt. Die Kirche mit der postalischen Adresse Am Kirchberg 5 liegt auf einer Anhöhe im Ortskern Gundelsheims umgeben von weiteren denkmalgeschützten Bauwerken innerhalb des Friedhofes auf einer Höhe von 456 m ü. NHN.

## Beschreibung
Die 1736 barockisierte Saalkirche mit dem Chorturm im Osten wurde 1650 erbaut. Das Langhaus wurde 1736 nach Westen verlängert. Der Chorturm wurde mit einem achteckigen Geschoss aufgestockt, das hinter den Klangarkaden den Glockenstuhl beherbergt, und mit einer schiefergedeckten Glockenhaube bedeckt. Die Decke des Innenraums wurde 1736 mit Stuck vertiert. Zur Kirchenausstattung gehören der 1744 gebaute Hochaltar, zwei Seitenaltäre und die um 1660 gebaute und 1744 umgearbeitete Kanzel.